# Ron Harper (ur. 2000)
Ronald Harper Jr (ur. 12 kwietnia 2000 w Paterson) – amerykański koszykarz, występujący na pozycji niskiego skrzydłowego, obecnie zawodnik Toronto Raptors oraz zespołu G-League – Raptors 905.
Jest synem pięciokrotnego mistrza NBA Rona Harpera seniora.

## Osiągnięcia
Stan na 27 lutego 2023, na podstawie, o ile nie zaznaczono inaczej.
NCAA
- Uczestnik rozgrywek:
  - II rundy turnieju NCAA (2021)
  - turnieju NCAA (2021, 2022)
- Laureat nagrody Haggerty Award (2022)
- Zaliczony do:
  - II składu Big Ten (2022)
  - III składu Big Ten (2021)
  - honorable mention:
    - All-American (2022 przez Associated Press)
    - All-Big 10 (2020)

  - składu Academic All-Big Ten (2021)
- Najlepszy pierwszoroczny zawodnik tygodnia Big Ten (4.03.2019)